# Jürgen Fenner
Jürgen Fenner (* 1936 in Hamburg; † 25. Februar 2006 in Soltau) war ein deutscher Verwaltungsjurist und parteiloser Kommunalpolitiker.

## Leben
Jürgen Fenner wurde 1936 in Hamburg geboren, ab 1945 wuchs er in Braunschweig auf. Nach dem Abitur und einer Verwaltungsausbildung studierte er Jura in Göttingen und Berlin. Im Anschluss arbeitete er für zwei Jahre für die Bezirksregierung Lüneburg.
Zum 1. Juni 1971 trat er als Nachfolger von Friedrich Peters den Posten des Stadtdirektors der niedersächsischen Stadt Soltau an und war damit Leiter der Stadtverwaltung. Sowohl bei der Erstwahl 1971 als auch bei den Wiederwahlen 1983 und 1995 wurde er stets einstimmig von den Ratsmitgliedern bestätigt. Nach 30 Jahren im Amt ging er am 31. Juli 2001 in Pension. Damit endete die Doppelspitze aus ehrenamtlichem Bürgermeister und hauptamtlichem Stadtdirektor; beide Positionen wurden im Bürgermeisterposten vereinigt. In seiner Amtszeit hatte er Anteil an der Stadtentwicklung Soltaus, seine Arbeit prägt noch heute das Stadtbild. Auf Anraten Fenners verlegte die Freudenthal-Gesellschaft ihren Sitz von Rotenburg (Wümme) nach Soltau.
Ab 1979 war Fenner Mitglied des Planungs- und Bauausschusses des Niedersächsischen Städtetages und von 1987 bis 2001 dessen Vorsitzender. Von 1985 bis 2001 war er Mitglied des Bauausschusses im Deutschen Städtetag.
Nach seinem Ausscheiden aus der Verwaltung arbeitete er bis kurz vor seinem Tod in der Anwaltskanzlei seiner Frau Babara Fenner. Am 25. Februar 2006 starb er nach kurzer, schwerer Krebserkrankung. Er wurde auf dem Soltauer Stadtfriedhof beigesetzt.